# Kinoshita Iwao

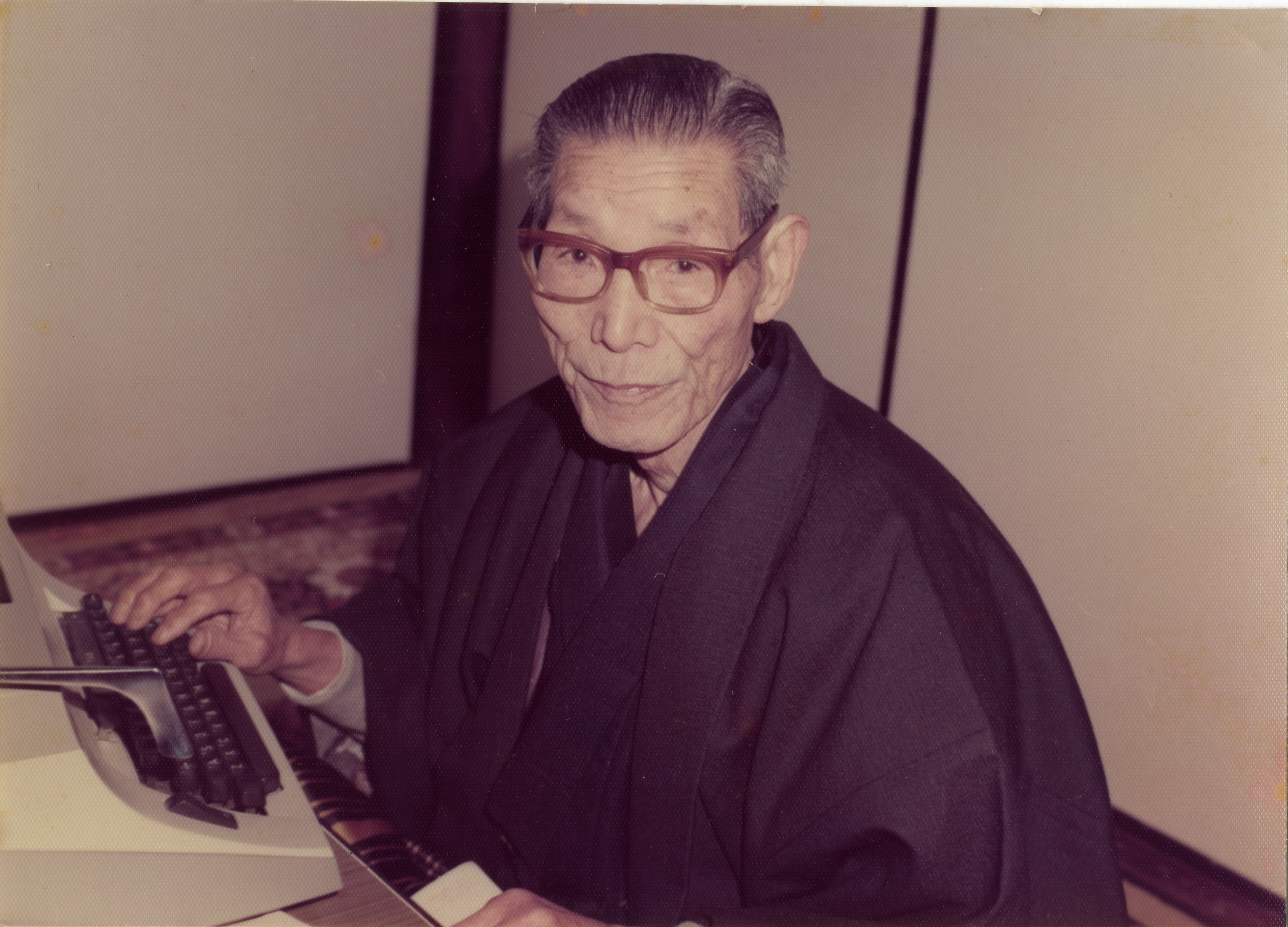
Kinoshita Iwao in Kashii (1976)

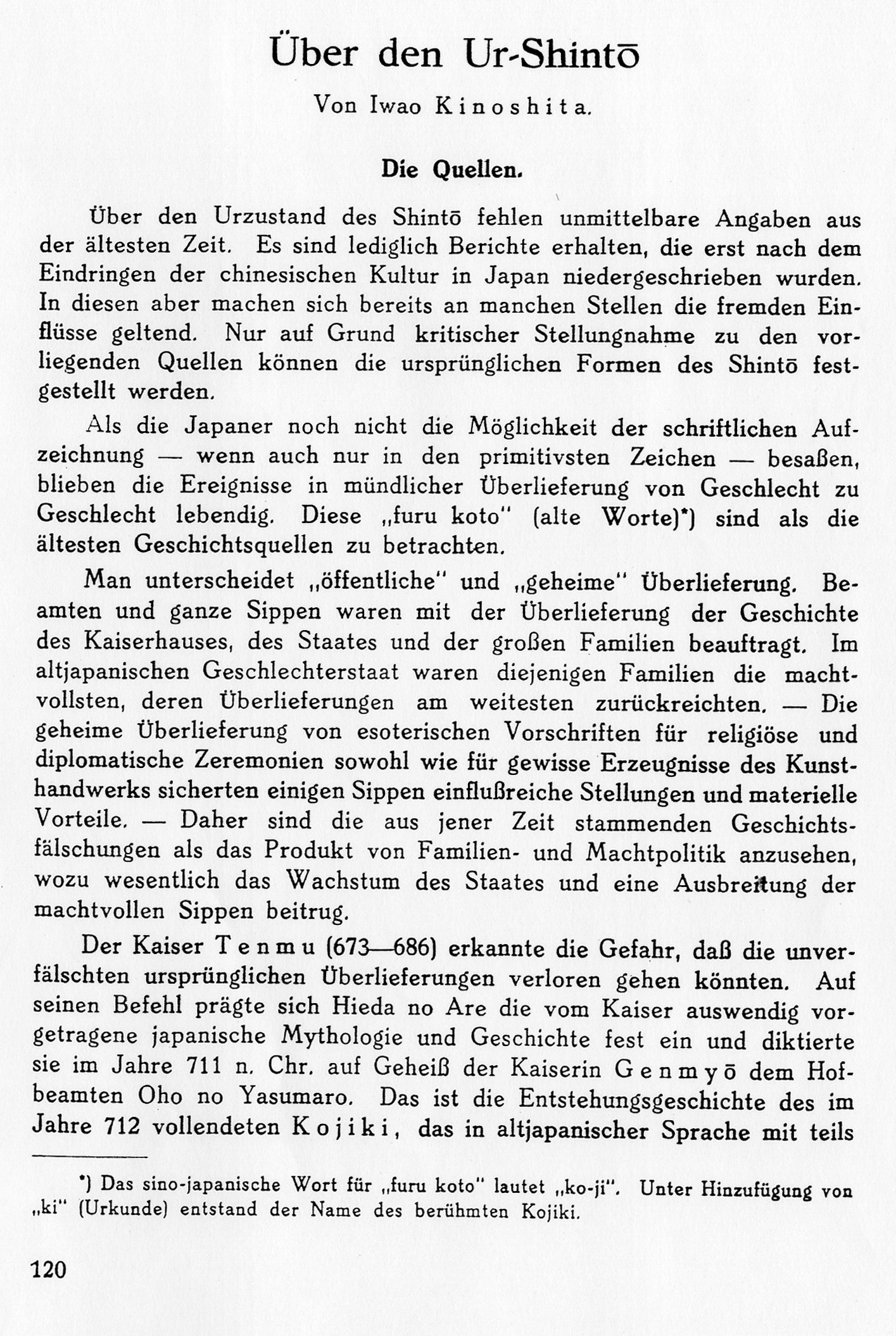
Aufsatz Kinoshitas in YAMATO Nr. 3, 1929

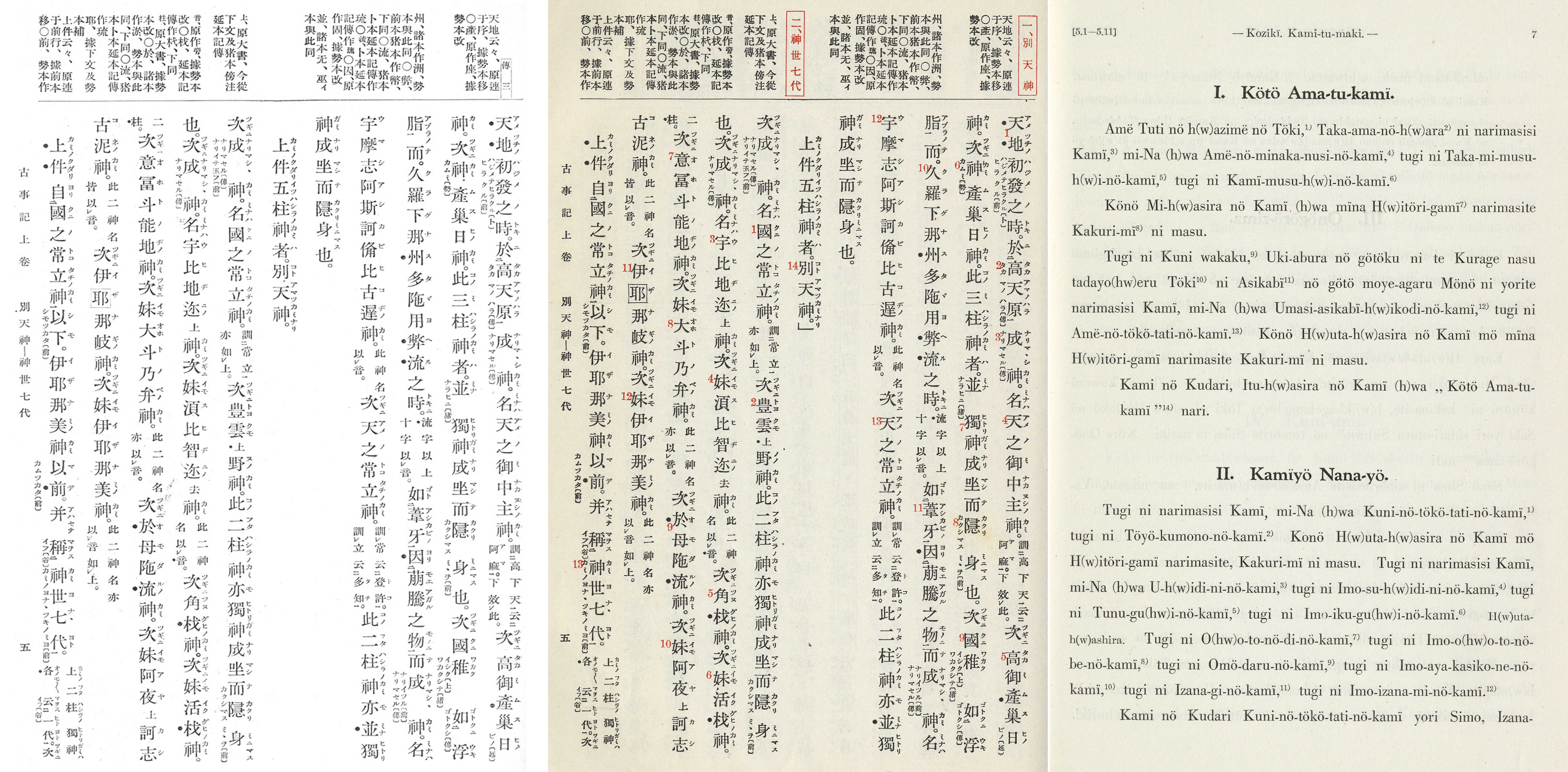
Kojiki: Ausgabe in der Serie Kokushi taikei 1936 (links); Ausgabe des Berliner Japaninstituts und des Japanisch-Deutschen Kulturinstituts 1940; romanisierter Text 1940 (rechts)

Kinoshita Iwao (japanisch 木下 祝夫; * 7. März 1894 in Kashii, Distrikt Kasuya, Präfektur Fukuoka, Japan; † 23. Oktober 1980 ebenda) war ein japanischer Shintō-Priester, der in jungen Jahren im Berlin der 1920er Jahre mit der Erschließung der ältesten japanischen schriftlichen Quelle, dem Kojiki („Aufzeichnung alter Begebenheiten“), beauftragt wurde und diese Aufgabe nach vielen Rückschlägen im hohen Alter zu Ende führte.

## Jugend, Studium
Kinoshita Iwao stammt aus einer ehemaligen Samurai-Familie, die seit Generationen Priester für den Kashii-Schrein (Kashii-gū) östlich von Fukuoka, einem der herausragenden Schreine Kyūshūs aus der Frühzeit des japanischen Reiches, stellte. Iwao war der vierte Sohn des Priesters Yoshishige. Über die frühen Schuljahre ist nichts bekannt. Ab 1909 besuchte er die Präfektur-Mittelschule Asakura. Zwei Jahre darauf wechselte er zur Shūyūkan, einer aus der ehemaligen Schule des Fukuoka-Klans (Fukuoka-han) hervorgegangenen Eliteschule. Hier erwarb er Ende März 1914 sein Abschlusszeugnis.
Von April 1914 bis zum Juli 1918 studierte er japanische Literatur an der Kokugakuin-Universität. Unmittelbar nach dem Abschluss nahm er ein Studium an der Nihon-Universität auf und erwarb im Juli 1921 den Grad eines Bakkalaureus der Rechte (hōgakushi). Obwohl ihm diese Universität einen dreijährigen Forschungsaufenthalt in England anbot, ging er zurück an die Kokugakuin-Universität und absolvierte einen Forschungskurs, den er im März 1922 mit einer Arbeit über „Recht und Tugend“ abschloss. Auch hier fiel er auf und wurde zum Studium der Philosophie nach Deutschland entsandt.

## Auslandsstudium in Berlin
Der nach dem Ersten Weltkrieg durch die Entente verhängte Wissenschaftsboykott war schon bald vor allem von japanischen Medizinern und Naturwissenschaftlern unterlaufen worden. Japanische Stifter wie der Pharmaunternehmer Hoshi Hajime, der Aktienmakler Mochizuki Gunshirō und durch den Mediziner Irisawa Tatsukichi initiierte Sammlungen halfen der finanziell zusammengebrochenen deutschen Grundlagenforschung über schwierige Zeiten hinweg. Während der zwanziger Jahre brachen junge Japaner erneut zum Studium nach Deutschland auf. Viele schrieben sich für Staats-, Rechts- und Wirtschaftswissenschaften ein, eine beachtliche Schar studierte Chemie, Physik, Mathematik und nicht zuletzt Medizin.
Im Sommer 1922 brach der mit einem Stipendium versehene Kinoshita gen Westen auf und zog nach einem kürzeren Aufenthalt in Paris nach Berlin. Nachdem er zureichende Sprachkenntnisse und die Zulassung zur Universität erworbenen hatte, schrieb er sich im Oktober 1923 unter der Matrikelnummer 2372 ein. Kinoshita hörte Vorlesungen bei dem Sinologen Otto Franke, dem Historiker Hermann Oncken, bei dem Begründer der Gestaltpsychologie Wolfgang Köhler, dem Pionier der geisteswissenschaftlichen Pädagogik Eduard Spranger, dem Soziologen Alfred Vierkandt und anderen mehr. Auch hatte er enge Kontakte zu Friedrich Wilhelm Karl Müller, Leiter der Ostasiatischen Abteilung des Völkerkundemuseums, zu dem Japanologen Martin Ramming, dem Sinologen  Erich Haenisch, zu Friedrich Karl Georg Rumpf, Clemens Scharschmidt, dem russischen Japanologen Alexander Chanoch, zur späteren Nestorin der deutschen Turkologie Annemarie von Gabain und nicht zuletzt dem betagten Philosophen und Literaturnobelpreisträger Rudolf Eucken in Jena. Nach dem Wintersemester 1927 erhielt Kinoshita sein Abgangszeugnis, blieb aber wegen neuer Aufgaben weiter als Gasthörer an der Universität. Während all seiner Jahre in Berlin lebte er bei einer Familie Zachert, deren Sohn Herbert sich später als Japanologe einen Namen machen sollte.

## Deutsch-Japanische Aktivitäten
Kinoshita nahm an den Aktivitäten der Japanologen und Japanfreunde teil, die seinerzeit auf Anregung des Botschafters in Tokyo Wilhelm Solf und des Nobelpreisträgers und Chemikers Fritz Haber nach einigem Hin und Her und nicht zuletzt unter reger Einflussnahme des eigens aus Japan entsandten Philosophen Kanokogi Kazunobu im Jahr 1926 ein „Institut zur wechselseitigen Kenntnis des geistigen Lebens und der öffentlichen Einrichtungen in Deutschland und Japan“ (Japaninstitut Berlin) gründeten. An der Spitze standen als Institutsleiter der deutschen Seite der Japanologe Friedrich Max Trautz, auf japanischer Seite bis 1929 Kanokogi. Mit dem 1927 in Tokyo gegründeten Japanisch-Deutschen Kulturinstitut (Nichi-doku bunka kyōkai) war dies das erste bilaterale Unternehmen seiner Art.
Kinoshita war zugleich in der „Deutsch-Japanischen Arbeitsgemeinschaft“ aktiv, die der sendungsbewusste Kanokogi 1928 zum Zweck der „gemeinsamen Erforschung der kulturellen, politischen und ökonomischen Probleme Japans und Verbreitung von richtigen Vorstellungen über Japan (sic) in der deutschen Öffentlichkeit“ gegründet hatte. Als Kanokogi 1929 vor seiner Rückkehr nach Japan eine Reorganisation vornahm, ernannte man Kinoshita und den Diplomaten Wilhelm Haas zu Beisitzern für die Sektion Politik. Im selben Jahr veröffentlichte Kinoshita in der von der Arbeitsgemeinschaft herausgegebenen Zeitschrift YAMATO einen Artikel über den  „Ur-Shintō“, in dem er auf Quellen, Mythen und Gottheiten, Kultstätten, Orakel und Divination  u. a. m. eingeht.

## Geburt des Kojiki-Projektes
Sowohl die Satzung des Japan-Instituts als auch die des 1929 in „Berliner Deutsch-Japanische Gesellschaft“ umbenannten Arbeitskreises nennen unter ihren vorrangigen Aufgaben die Übersetzung wichtiger Kulturdokumente Japans. Da stand das Anfang des 8. Jahrhunderts schriftlich fixierte Kojiki als Schlüsseltext japanischer Identitätskonstruktion an erster Stelle. Als Absolvent der Kokugakuin-Universität, die mit ihrem „Forschungszentrum für Japanische Klassiker“ (Kōten Kōkyūjo) an der Spitze der japanischen Shintō-Forschung stand, war Kinoshita der für diese Aufgabe qualifizierteste Kandidat.
1976 zählte Kinoshita als Initiatoren den Botschafter Solf, Müller vom Völkerkundemuseum, den Leiter des Museums für Ostasiatische Kunst Otto Kümmel, weiter Otto Franke, Clemens Scharschmidt vom Seminar für Orientalische Sprachen, Ernst Lüdtke, Trautz, Ramming, den damaligen Botschafter Nagaoka Harukazu, Kanokogi sowie den Mediziner Shimazono Junjirō auf.
Basil Hall Chamberlain hatte bereits 1882 The Kojiki – Records of Ancient Matters publiziert, und in den von Karl Florenz 1919 veröffentlichten Historischen Quellen der Shinto-Religion finden wir eine deutsche Übertragung der ersten drei Bücher. Nunmehr stand eine vollständige Übersetzung an. Doch wie das Vorwort der Edition von 1940 zeigt, schwoll das Vorhaben bald zu einem siebenbändigen Projekt an:
- Bd. 1 Einführungsband zur Shintō-Forschung und besonders zur Geschichte des Shintō.
- Bd. 2 Text des Kojiki (Reproduktion des Exemplars im „Forschungszentrum für Japanische Klassiker“ (Kōtenkōkyūjo) der Kokugakuin-Universität)
- Bd. 3 Romanisierter Text des Kojiki (auf Wunsch der deutschen Seite in dem von James Curtis Hepburn entwickelten Transkriptionssystem)
- Bd. 4 Deutsche Übersetzung des Kojiki
- Bd. 5 Anmerkungen zum Kojiki
- Bd. 6 Register
- Bd. 7 Gesamtregister für 1. das Kojiki-Exemplar des Kōten Kōkyūjo, 2. das von Nagase Masaki (1765–1835) im alten Lesestil publizierte Kokun-Kojiki und 3. den von Motoori Norinaga (1730–1801) verfassten Kommentar Kojiki-den.[10]

Bereits 1927 war Kinoshita mit den ersten Manuskripten fertig. De Gruyters Kostenvoranschlag nennt die stattliche Summe von 46.000 Mark. Dem mit einer Druckprobe versehenen Kanokogi gelang es dann in Japan, die Unterstützung des Prinzen Takamatsu (1905–1987), des jüngeren Bruders des Tennō, zu gewinnen.
Damit erhielt das Vorhaben für die japanische Seite einen völlig neuen Rang. In Tokyo nahmen sich drei Forscher den Text vor. Da war Wilhelm Gundert, ein Cousin Hermann Hesses, der seit 1927 als deutscher Leiter an der Spitze des Japanisch-Deutschen Kulturinstituts stand. Des Weiteren der Ethiker und Philosoph Tomoeda Takahiko (1876–1957), seit 1929 als japanischer Leiter Gundert zur Seite gestellt, sowie der Historiker Kuroita Katsumi (1874–1946), der seit jungen Jahren mit der Herausgabe eines Kanons der Nationalliteratur, dem „Kompendium der Nationalgeschichte“ (Kokushi taikei), befasst war und gerade eine revidierte Ausgabe vorbereitete. Das Ergebnis dieser Überprüfung fiel niederschmetternd aus.  Die Probleme gingen weit über Fehler in der Interpretation und Übersetzung hinaus.  Kuroita machte deutlich, dass es allerlei Handschriften und edozeitliche Druckausgaben gab, eine verlässliche, kritisch kompilierte Version des Textes jedoch noch immer ausstand. Im Sommer 1929 kehrte Kinoshita auf Drängen Kuroitas nach 6 Jahren in Deutschland zurück nach Japan.

## Neubearbeitung und Druck
Unter den Fittichen Kuroitas und mit finanzieller Unterstützung des Prinzen und anderer Förderer erstellte Kinoshita zunächst anhand der überlieferten Handschriften und alten Drucke eine kritisch gesichtete verbindliche Version des Kojiki. Diese wurde ab 1933 gemeinsam mit dem Althistoriker Maruyama Jirō (1899–1972) überprüft und 1936 als siebter Band in Kuroitas „Kompendium der Nationalgeschichte“ (Kokushi taikei) aufgenommen. Ungeachtet seiner Mühen wird Kinoshita in diesem Druck nicht erwähnt.
Im November und Dezember 1940 erschienen die beiden ersten der geplanten fünf Bände, gemeinsam herausgegeben vom Japanisch-Deutschen Kulturinstitut in Tokyo und dem Berliner Japaninstitut in einer Auflage von 500 Exemplaren. Kinoshita hatte den 1936 durch Kuroita publizierten Text einmal mehr durchgesehen und nennt diese Version „Originaltext“. Dieser ist jedoch im Unterschied zu den ausschließlich mit chinesischen Charakteren geschriebenen alten Manuskripten eine mit Lesungen usw. aufbereitete Interpretation. Der zweite Band enthält den Text in transliterierter Form. Eigentlich hatte man sich seinerzeit in Berlin eine Romanisierung des Textes in der international verbreiteten Hepburnschen Form erwünscht. Um den altjapanischen Lautungen gerecht zu werden, verwendete Kinoshita jedoch auf Veranlassung des Linguisten Kindaichi Kyōsuke, seit 1922 Professor an der Kokugakuin-Universität, eine abgewandelte Form des Nippon-shiki Transkriptionssystems. Im November 1941 gab Prinz Takamatsu einen Empfang zu Ehren Kinoshitas. Sein Tagebuch (Takamatsu-no-miya nikki) verzeichnet unter der illustren Schar der Gäste als deutschen Teilnehmer Herbert Zachert, der gerade von der Oberschule Matsumoto an das Japanisch-Deutsche Kulturinstitut Tokyo berufen worden war. Auch Kanokogi ist dabei. Er hat eine erneute Ernennung zum japanischen Leiter des Berliner Japan-Instituts in der Tasche, kann aber wegen der Kriegswirren die Reise nicht antreten. Nunmehr stand der dritte Band, die deutsche Übersetzung, zum Druck an. Kinoshita machte gute Fortschritte, doch seit April 1942 setzten amerikanische Luftangriffe den japanischen Städten mehr und mehr zu. Zwei Jahre darauf gingen der schon abgeschlossene Drucksatz und Kinoshitas Manuskripte in Flammen auf.

## Rückkehr nach Kashii und Publikation der deutschen Übersetzung
Das Kriegsende erlebte Kinoshita in Diensten einer Organisation des Ise-Shintō (Jingūhōsaikai). Als diese 1946 aufgelöst wurde, folgten Tätigkeiten im Tōgō-Schrein, dann in der dem Meiji-Schrein zugehörigen Gedenkhalle (Meiji Kinenkan) und schließlich bei der Nachrichtenagentur Nissei Tsūshinsha. 1951 wurde der im Oktober 1945 durch die amerikanischen Besatzungsbehörden verhängte Entzug der Lehrbefugnis Kinoshitas wieder aufgehoben. Im Mai 1953 stellte ihn die Daitō-Bunka-Universität in Tokyo als Dozent für Deutsch ein.
Im Oktober 1959 wurde Kinoshita schließlich Priester am Kashii-Schrein. Während der sechziger Jahre arbeitete er zudem als Professor für deutsche Sprache an der Kyūshū-Sangyō-Universität in Fukuoka. Nunmehr in gesicherten Verhältnissen lebend nahm er seine Arbeit an der Übersetzung wieder auf.
1976 erschien schließlich die erste vollständige deutsche Übersetzung des Kojiki. Im selben Jahr verlieh die Japanische Übersetzer-Gesellschaft (Nihon honyakka kyōkai) zum 13. Mal ihren Übersetzerpreis. Er ging zu gleichen Teilen an Kinoshitas Kojiki und den renommierten amerikanischen Japanologen Edward Seidensticker für dessen The Tale of Genji. Kinoshitas Alma Mater, die Kokugakuin-Universität, verlieh ihm wenig später die Ehrendoktor-Würde.
Ende 1982 erschien auf der Grundlage von Kinoshitas Übersetzung in Sydney eine ungarische Version Lajos Kazárs (1924–1998), einem Linguisten auf der Suche nach der Wurzel des Japanischen und der Japaner.

## Schriften
- Kinoshita, Iwao: Kozikï – Aelteste japanische Reichsgeschichte. I. Band Originaltext. Japanisch-Deutsches Kulturinstitut zu Tôkyô und Japaninstitut zu Berlin, 1940.
- Kinoshita, Iwao: Kozikï – Aelteste japanische Reichsgeschichte. II. Band Rômazi-Text. Japanisch-Deutsches Kulturinstitut zu Tôkyô und Japaninstitut zu Berlin, 1940.
- Kinoshita, Iwao: Kozikï – älteste japanische Reichsgeschichte. III. Band Deutsche Übersetzung. Fukuoka: Kashiigū Hōsaikai, 1976.